# Shock Stock
Shock Stock är en filmfestival med inriktning på en kombination av "skräckens finaste, med en sann fan driven erfarenhet som inte kan efterliknas eller upprepas. Shock Stock 2019 har nyligen reviderat booth priser som passar alla budget eller storlek. Priser börjar vid $ 200. (plus skatt)". 
Festivalen hålls i London, Ontario, Kanada och går av stapeln varje år i maj. På festivalen visas skräckfilmer från jorden runt i olika längder.
Kändisgäster från skräckgenren kommer alltid på besök och håller i seminarier inför publiken.

## Officiella filmval 2017[4]

### Långfilmer
- American Scumbags
- Family Possessions
- Toxic Tutu
- Who’s Watching Oliver
- Bunny the Killer Thing
- Monster Pool: Chapter Two
- Dreaming Purple Neon
- Blessed Are The children